# 52965 Laurencebentz
52965 Laurencebentz este o planetă minoră (asteroid), cu un diametru de 1,685 km, din centura de asteroizi. A fost descoperită pe 15 octombrie 1998 la Caussols de OCA-DLR Asteroid Survey⁠(d). 
Obiectul prezintă o orbită caracterizată de o semiaxă mare de 2,2244410857216 UAi, o excentricitate de 0,12294223861531, o înclinație de 5,2917153318283 ° în raport cu ecliptica.